# SIA Izdevniecība Lilita
SIA Izdevniecība Lilita – łotewskie wydawnictwo. Wydaje czasopisma na Litwie, Łotwie i w Estonii.
W ofercie ma czasopisma takie jak: Lilit (wersje językowe litewska, łotewska, estońska i rosyjska), FHM (litewski, łotewski, estoński), Cosmopolitan (język łotewski), Patron (język rosyjski).